# Ernest Henry Tourlet
Ernest Henry Tourlet ( Chinon, 1843 - Chinon, 1907 ) fue un explorador, farmacólogo, botánico y profesor francés.
Era un infatigable recolector de especímenes vegetales, y también de paleobotánica. Se formó primero en Chinon y luego en París. Fue inspector de farmacias, secretario del "Consejo de Higiene del Condado de Chinon", bibliófilo, numismático, arqueólogo, historiador, y miembro y/o Presidente de muchas sociedades científicas, y un real apasionado de la Botánica.
Trabajó en el "Laboratorio de Biología Vegetal" de la Facultad de Farmacia de Tours

## Los Herbarios Tourlet
La "Universidad de Tours" conserva dos herbarios patrimoniales realizados por Tourlet:
- Herbario General
- Herbario de plantas vasculares de Indre-et-Loire.

Ya el herbario de Indre y Loira, era considerado en vida de Tourlet uno de los más importantes de la región; y, está constituido por muestras bien conservadas recogidas en diversas áreas del departamento y en muchas fechas. Tiene 1.531 especies, y posee asociado un "Catálogo" (Catalogue raisonné des plantes du Département d'Indre et Loire), que fue publicado postmortem en 1908, con 600 pp., describiendo las localizaciones del material, guardando todo su valor de referencia para los estudios actuales de florística de la región.
Todo el material, con el apoyo del Ministerio de Educación Superior, se encuentra en la WEB. Luego de la restauración, se digitalizaron las etiquetas de 10 000 planchas de herbario, y 8.800 se fotografiaron. El sitio permite ver diferentes muestras de una misma especie (con posibilidad de agregar detalles interesantes para la identificación. Menciona la nomenclatura actual, y la de la época, y se indican las fechas, lugares de muestreo y el nombre del colector si difiere de Tourlet. Las 600 páginas del "Catálogo de Tourlet" están escaneadas y disponibles en línea. El sitio presenta también ejemplos de herborizaciones hechas por Tourlet y la correspondencia intercambiada con sus recolectores. Es agradable por ej. "participar" de una herborización en las comunas de Champigny sur Veude, Chaveignes y Assay, los días 21 y 22 de agosto de 1871 de la mano de Tourlet 

## Honores

### Epónimos
- (Cyperaceae) Carex tourletii Gill. ex Tourl.[1]

- La abreviatura «Tourlet» se emplea para indicar a Ernest Henry Tourlet como autoridad en la descripción y clasificación científica de los vegetales.[2]